# Distrito de Gorakhpur
Gorakhpur (en hindi; गोरखपुर जिला) es un distrito de India en el estado de Uttar Pradesh. Código ISO: IN.UP.GR.
Comprende una superficie de 3 484 km².
El centro administrativo es la ciudad de Gorakhpur.

## Demografía
Según censo 2011 contaba con una población total de 4 436 275 habitantes.